# Bashkiriano
| Permiano                                                                                              | Cisuraliano    | Asseliano     | Più recente   |
| Carbonifero                                                                                           | Pennsylvaniano | Gzheliano     | 303,7 ± 0,1   |
| Carbonifero                                                                                           | Pennsylvaniano | Kasimoviano   | 307,0 ± 0,1   |
| Carbonifero                                                                                           | Pennsylvaniano | Moscoviano    | 315,2 ± 0,2   |
| Carbonifero                                                                                           | Pennsylvaniano | Bashkiriano   | 323,4 ± 0,4   |
| Carbonifero                                                                                           | Mississippiano | Serpukhoviano | 330,4 ± 0,4   |
| Carbonifero                                                                                           | Mississippiano | Viséano       | 346,7 ± 0,4   |
| Carbonifero                                                                                           | Mississippiano | Tournaisiano  | 358,86 ± 0,19 |
| Devoniano                                                                                             | Superiore      | Famenniano    | Più antico    |
| Suddivisione del sistema del Carbonifero secondo la Commissione internazionale di stratigrafia (ICS). |                |               |               |

Nella scala dei tempi geologici il Bashkiriano  è il primo dei quattro piani o stadi stratigrafici in cui viene suddiviso il Pennsylvaniano, che a sua volta è il secondo dei due sotto-periodi che compongono il periodo Carbonifero. 
Il Bashkiriano è compreso tra 318,1 ± 1,3 e 311,7 ± 1,1 milioni di anni fa (Ma). È preceduto dal Serpukhoviano, l'ultimo stadio del precedente Mississippiano e seguito dal Moscoviano.

## Etimologia
Il Bashkiriano deriva il suo nome dalla popolazione dei Baschiri, che vive nell'omonima Repubblica di Baschiria, o Baškortostan, situata a sud dei monti Urali, in Russia.

La denominazione e lo stadio furono introdotti nella letteratura scientifica nel 1934 dalla stratigrafa russa Sofia Semikhatova.

## Definizioni stratigrafiche e GSSP
La base del Bashkiriano, nonché del sottoperiodo Pennsylvaniano, è data dalla prima comparsa negli orizzonti stratigrafici dei conodonti della specie Declinognathodus noduliferus.
Il limite superiore, nonché base del successivo Moscoviano, è fissato alla prima comparsa dei conodonti Declinognathodus donetzianus o Idiognathoides postsulcatus, o alla prima comparsa dei fusulinidae della specie Aljutovella aljutovica.

### GSSP
Il GSSP, il profilo stratigrafico di riferimento della Commissione Internazionale di Stratigrafia, è localizzato nella Battleship Formation, situata nell'Arrow Canyon, nel Nevada.

## Suddivisioni
Il Bashkiriano contiene sei biozone a conodonti:     
- Zona del Neognathodus atokaensis
- Zona del Declinognathodus marginodosus
- Zona del Idiognathodus sinuosus
- Zona del Neognathodus askynensis
- Zona del Idiognathoides sinuatus
- Zona del Declinognathodus noduliferus